# Municipio de Ellsburg
El municipio de Ellsburg (en inglés: Ellsburg Township) es un municipio ubicado en el condado de St. Louis en el estado estadounidense de Minnesota. En el año 2010 tenía una población de 219 habitantes y una densidad poblacional de 1,18 personas por km².

## Geografía
El municipio de Ellsburg se encuentra ubicado en las coordenadas 47°13′00″N 92°26′17″O / 47.21667, -92.43806. Según la Oficina del Censo de los Estados Unidos, el municipio tiene una superficie total de 186.23 km², de la cual 179,96 km² corresponden a tierra firme y (3,37 %) 6,27 km² es agua.

## Demografía
Según el censo de 2010, había 219 personas residiendo en el municipio de Ellsburg. La densidad de población era de 1,18 hab./km². De los 219 habitantes, el municipio de Ellsburg estaba compuesto por el 94,52 % blancos, el 1,83 % eran afroamericanos, el 2,28 % eran amerindios y el 1,37 % eran de una mezcla de razas. Del total de la población el 0,46 % eran hispanos o latinos de cualquier raza.